# Bahnstrecke Britz–Fürstenberg
| Streckennummer (DB): | 6759                                             |                                                      |                                                      |
| Kursbuchstrecke (DB): | 209.63                                           |                                                      |                                                      |
| Kursbuchstrecke: | 108b (1934) 121d (1946)                          |                                                      |                                                      |
| Streckenlänge: | 73,2 km                                          |                                                      |                                                      |
| Spurweite: | 1435 mm (Normalspur)                             |                                                      |                                                      |
| Streckenklasse: | D4 (Britz–Joachimsthal) A (Joachimsthal–Templin) |                                                      |                                                      |
| Maximale Neigung: | 12,5 ‰                                           |                                                      |                                                      |
| Minimaler Radius: | 300 m                                            |                                                      |                                                      |
| Streckengeschwindigkeit: | 80 km/h                                          |                                                      |                                                      |
| |                                                  |                                                      |                                                      |
| \| \| \| von Berlin \| \| \| \| 50,0 \| Britz \| 39 m \| \| \| \| nach Szczecin \| \| \| \| 52,5 \| Abzw Schieferberg von Szczecin \| Abzw Schieferberg von Szczecin \| \| \| 54,8 \| Golzow (b Eberswalde) \| 62 m \| \| \| \| A 11 \| \| \| \| 60,8 \| Alt Hüttendorf (ehem. Bahnhof) \| Alt Hüttendorf (ehem. Bahnhof) \| \| \| 63,1 \| Joachimsthal Kaiserbahnhof (früher Werbellinsee) \| Joachimsthal Kaiserbahnhof (früher Werbellinsee) \| \| \| \| B 198 \| \| \| \| 65,2 \| Joachimsthal \| 70 m \| \| \| 66,1 \| Infrastrukturgrenze DB InfraGO / RIN[2] \| Infrastrukturgrenze DB InfraGO / RIN[2] \| \| \| 71,8 \| Friedrichswalde (b Eberswalde) \| 80 m \| \| \| 74,8 \| Ringenwalde (b Templin) \| Ringenwalde (b Templin) \| \| \| 79,4 \| Götschendorf \| Götschendorf \| \| \| 79,9 \| Anst Kieswerk \| Anst Kieswerk \| \| \| 81,7 \| Milmersdorf \| 66 m \| \| \| 86,3 \| Templin-Ahrensdorf \| Templin-Ahrensdorf \| \| \| 91,3 \| Templin Stadt (früher Templin Vorstadt) \| Templin Stadt (früher Templin Vorstadt) \| \| \| \| von Prenzlau und Fürstenwerder \| \| \| \| 92,0 \| Infrastrukturgrenze RIN / DB InfraGO \| Infrastrukturgrenze RIN / DB InfraGO \| \| \| 92,7 \| Templin \| Templin \| \| \| \| nach Löwenberg (Mark) \| \| \| \| \| B 109 \| \| \| \| 92,8 \| Templin Basisstation (ehem. Beginn Draisinenstrecke) \| Templin Basisstation (ehem. Beginn Draisinenstrecke) \| \| \| \| Kanal zwischen Röddelinsee und Templiner See \| \| \| \| 99,3 \| Neu Placht \| Neu Placht \| \| \| 105,5 \| Tangersdorf (1901–1995) \| Tangersdorf (1901–1995) \| \| \| 109,0 \| Hohenlychen (seit 1905) \| Hohenlychen (seit 1905) \| \| \| 111,5 \| Lychen \| Lychen \| \| \| 112,5 \| Großer Lychensee (ehem. Draisinenstation) \| Großer Lychensee (ehem. Draisinenstation) \| \| \| 116,3 \| Himmelpfort \| Himmelpfort \| \| \| 119,7 \| Anschluss KZ Ravensbrück und Havelfähre \| Anschluss KZ Ravensbrück und Havelfähre \| \| \| 119,0 \| Ravensbrück (seit 1942) \| Ravensbrück (seit 1942) \| \| \| 121,7 \| Verbindungskurve zur Nordbahn \| Verbindungskurve zur Nordbahn \| \| \| 121,9 \| Fürstenberg Weidendamm (ehem. Ende Draisinenstrecke) \| Fürstenberg Weidendamm (ehem. Ende Draisinenstrecke) \| \| \| \| B 96 \| \| \| \| \| Nordbahn von Stralsund \| \| \| \| \| ehem. Landesgrenze Preußen–Mecklenburg-Strelitz \| \| \| \| 123,2 \| Fürstenberg (Havel) \| 60 m \| \| \| \| Nordbahn nach Berlin \| \| |                                                  |                                                      |                                                      |
| Strecke |                                                  | von Berlin                                           | von Berlin                                           |
| Bahnhof | 50,0                                             | Britz                                                | 39 m                                                 |
| Abzweig geradeaus und nach rechts |                                                  | nach Szczecin                                        | nach Szczecin                                        |
| Abzweig geradeaus und ehemals von rechts | 52,5                                             | Abzw Schieferberg von Szczecin                       | Abzw Schieferberg von Szczecin                       |
| Haltepunkt / Haltestelle | 54,8                                             | Golzow (b Eberswalde)                                | 62 m                                                 |
| Strecke mit Straßenbrücke |                                                  | A 11                                                 | A 11                                                 |
| Haltepunkt / Haltestelle | 60,8                                             | Alt Hüttendorf (ehem. Bahnhof)                       | Alt Hüttendorf (ehem. Bahnhof)                       |
| Haltepunkt / Haltestelle | 63,1                                             | Joachimsthal Kaiserbahnhof (früher Werbellinsee)     | Joachimsthal Kaiserbahnhof (früher Werbellinsee)     |
| Brücke |                                                  | B 198                                                | B 198                                                |
| Bahnhof | 65,2                                             | Joachimsthal                                         | 70 m                                                 |
| Wechsel des Eisenbahninfrastrukturunternehmens | 66,1                                             | Infrastrukturgrenze DB InfraGO / RIN                 | Infrastrukturgrenze DB InfraGO / RIN                 |
| Haltepunkt / Haltestelle | 71,8                                             | Friedrichswalde (b Eberswalde)                       | 80 m                                                 |
| Haltepunkt / Haltestelle | 74,8                                             | Ringenwalde (b Templin)                              | Ringenwalde (b Templin)                              |
| Haltepunkt / Haltestelle | 79,4                                             | Götschendorf                                         | Götschendorf                                         |
| Abzweig geradeaus und ehemals von links | 79,9                                             | Anst Kieswerk                                        | Anst Kieswerk                                        |
| Bahnhof | 81,7                                             | Milmersdorf                                          | 66 m                                                 |
| Haltepunkt / Haltestelle | 86,3                                             | Templin-Ahrensdorf                                   | Templin-Ahrensdorf                                   |
| Haltepunkt / Haltestelle | 91,3                                             | Templin Stadt (früher Templin Vorstadt)              | Templin Stadt (früher Templin Vorstadt)              |
| Abzweig geradeaus und ehemals von rechts |                                                  | von Prenzlau und Fürstenwerder                       | von Prenzlau und Fürstenwerder                       |
| Wechsel des Eisenbahninfrastrukturunternehmens | 92,0                                             | Infrastrukturgrenze RIN / DB InfraGO                 | Infrastrukturgrenze RIN / DB InfraGO                 |
| Bahnhof | 92,7                                             | Templin                                              | Templin                                              |
| Abzweig ehemals geradeaus und nach links |                                                  | nach Löwenberg (Mark)                                | nach Löwenberg (Mark)                                |
| Bahnübergang (Strecke außer Betrieb) |                                                  | B 109                                                | B 109                                                |
| Blockstelle (Strecke außer Betrieb) | 92,8                                             | Templin Basisstation (ehem. Beginn Draisinenstrecke) | Templin Basisstation (ehem. Beginn Draisinenstrecke) |
| Brücke über Wasserlauf (Strecke außer Betrieb) |                                                  | Kanal zwischen Röddelinsee und Templiner See         | Kanal zwischen Röddelinsee und Templiner See         |
| Bahnhof (Strecke außer Betrieb) | 99,3                                             | Neu Placht                                           | Neu Placht                                           |
| Bahnhof (Strecke außer Betrieb) | 105,5                                            | Tangersdorf (1901–1995)                              | Tangersdorf (1901–1995)                              |
| Bahnhof (Strecke außer Betrieb) | 109,0                                            | Hohenlychen (seit 1905)                              | Hohenlychen (seit 1905)                              |
| Bahnhof (Strecke außer Betrieb) | 111,5                                            | Lychen                                               | Lychen                                               |
| Blockstelle (Strecke außer Betrieb) | 112,5                                            | Großer Lychensee (ehem. Draisinenstation)            | Großer Lychensee (ehem. Draisinenstation)            |
| Bahnhof (Strecke außer Betrieb) | 116,3                                            | Himmelpfort                                          | Himmelpfort                                          |
| Abzweig geradeaus und nach links (Strecke außer Betrieb) | 119,7                                            | Anschluss KZ Ravensbrück und Havelfähre              | Anschluss KZ Ravensbrück und Havelfähre              |
| Bahnhof (Strecke außer Betrieb) | 119,0                                            | Ravensbrück (seit 1942)                              | Ravensbrück (seit 1942)                              |
| Abzweig geradeaus und nach rechts (Strecke außer Betrieb) | 121,7                                            | Verbindungskurve zur Nordbahn                        | Verbindungskurve zur Nordbahn                        |
| Blockstelle (Strecke außer Betrieb) | 121,9                                            | Fürstenberg Weidendamm (ehem. Ende Draisinenstrecke) | Fürstenberg Weidendamm (ehem. Ende Draisinenstrecke) |
| Bahnübergang (Strecke außer Betrieb) |                                                  | B 96                                                 | B 96                                                 |
| Abzweig ehemals geradeaus und von rechts |                                                  | Nordbahn von Stralsund                               | Nordbahn von Stralsund                               |
| ehemaliger Grenze |                                                  | ehem. Landesgrenze Preußen–Mecklenburg-Strelitz      | ehem. Landesgrenze Preußen–Mecklenburg-Strelitz      |
| Bahnhof | 123,2                                            | Fürstenberg (Havel)                                  | 60 m                                                 |
| Strecke |                                                  | Nordbahn nach Berlin                                 | Nordbahn nach Berlin                                 |

Die Bahnstrecke Britz–Fürstenberg ist eine eingleisige, nicht elektrifizierte Nebenbahn in Brandenburg. Die 1898/99 eröffnete 73 Kilometer lange Strecke führte von Britz (bei Eberswalde) über Templin nach Fürstenberg. Seit der Einstellung des Personenverkehrs zwischen Templin und Fürstenberg 1996 wurde diese Teilstrecke bis 2021 für einen Draisinenverkehr genutzt. 2006 entfiel auch der Personenverkehr von Joachimsthal nach Templin, der erst zum Fahrplanwechsel im Dezember 2018 wieder aufgenommen wurde, aber dann zum Fahrplanwechsel Dezember 2022 erneut eingestellt wurde. Bis Milmersdorf gab es bis Dezember 2017 einen bescheidenen Güterverkehr mit einem Kesselwagen, der wöchentlich fuhr. Der Abschnitt von Joachimsthal (ausschließlich) bis Templin (ausschließlich) wird vom Eisenbahninfrastrukturunternehmen Regio Infra Nord-Ost GmbH & Co. KG (RIN) betrieben. Die Abschnitte von Britz nach Joachimsthal (einschließlich) und den Bahnhof Templin betreibt die DB InfraGO AG.

## Geschichte

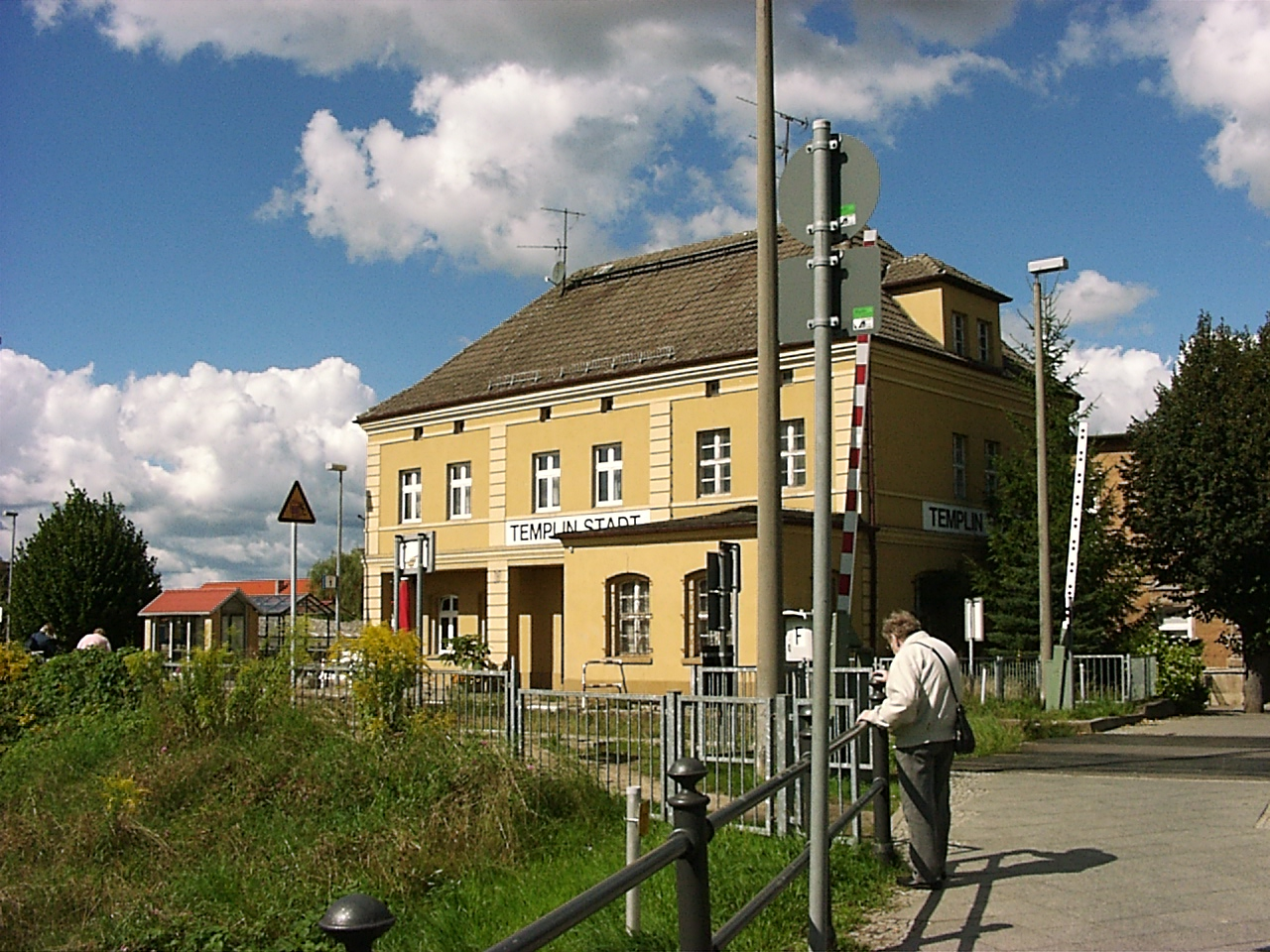
Bahnhofsgebäude von Templin Stadt

Britz erhielt bereits am 15. November 1842 einen Eisenbahnanschluss an der Berlin-Stettiner Eisenbahn. Erste Bestrebungen zum Bau einer Eisenbahn vom Königreich Preußen durch die Schorfheide und südliche Uckermark ins benachbarte Großherzogtum Mecklenburg-Strelitz gab es seit den 1870er Jahren. Fürstenberg, das damals in Mecklenburg-Strelitz lag, erhielt am 10. Juli 1877 mit der Berliner Nordbahn eine Anbindung ans Schienennetz. Von der Nordbahn abzweigend wurde am 1. Mai 1888 die Strecke Löwenberg–Templin eröffnet.
1896 wurde der Bau der Querverbindung zwischen den nach Stralsund und Stettin führenden Strecken genehmigt. Am 1. Juli 1898 wurde das erste Teilstück von Britz nach Joachimsthal feierlich eingeweiht. Seit dem 15. Dezember des gleichen Jahres verkehrten die Züge bis zum Bahnhof Templin, der sich mit dem Weiterbau der Strecke von Löwenberg (Mark) bis nach Prenzlau, die am 24. März 1899 eröffnet wurde, zum Eisenbahnknoten entwickelte. Der letzte Abschnitt bis Fürstenberg ging erst am 16. August 1899 in Betrieb.
Eine Besonderheit war ein durchgehender Personenzug Frankfurt (Oder) – Eberswalde  – Fürstenberg  – Güstrow  – Schwerin mit Halt auf fast allen Unterwegsbahnhöfen. Dieser Zug verkehrte bereits wenige Jahre nach dem Zweiten Weltkrieg bis 1991. Er führte durchgehende Wagen Schwerin – Moskau mit, die aber nur für sowjetische Militärangehörige nutzbar waren.

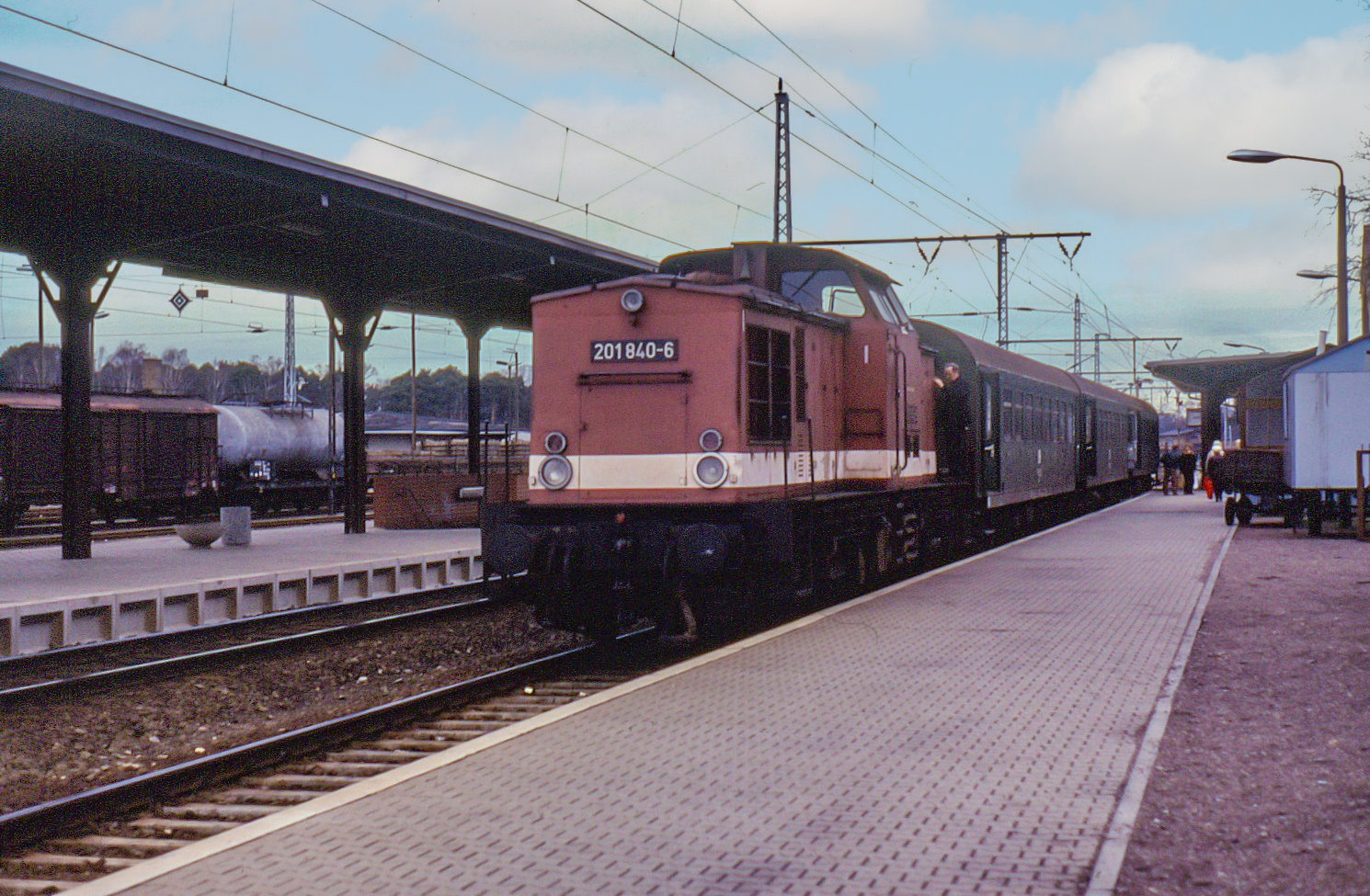
Regionalbahn aus Templin 1993, drei Jahre vor der Einstellung des Verkehrs, im Bahnhof Fürstenberg (Havel)

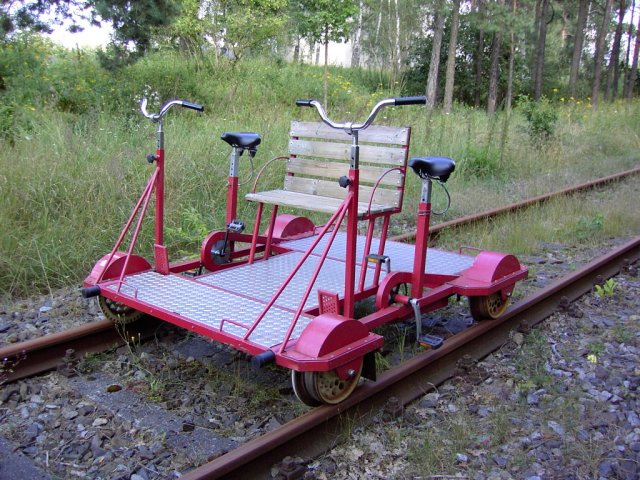
Draisine zwischen Fürstenberg und Templin

Nach der Wende 1989/90 brachen die Verkehrsleistungen ein, so dass zum 31. Dezember 1994 der Güterverkehr zwischen Templin und Fürstenberg eingestellt wurde. Nur zwischen Britz und Milmersdorf wurde die Strecke noch bedarfsweise im Güterverkehr bedient. Am 19. Mai 1996 entfiel der Personenverkehr zwischen Templin und Fürstenberg. Am 1. Juni 1996 wurde die Strecke zwischen Fürstenberg und Templin stillgelegt. Seit dem 15. Juli desselben Jahres bot das Tochterunternehmen der Verkehrsgesellschaft Bayern Express & P. Kühn Fahrten mit Eisenbahndraisinen auf dem Streckenabschnitt an. Die Infrastruktur war zunächst im Besitz der TourismusServiceTemplin (TST). Zum 1. Januar 2010 wurde die Strecke an die Erlebnisbahn mit Sitz in Zossen verkauft.
Nachdem die Ostdeutsche Eisenbahn (ODEG) in einem Wettbewerbsverfahren des Verkehrsverbunds Berlin-Brandenburg gewann, übernahm diese Ende 2004 den Schienenpersonennahverkehr zwischen Eberswalde und Templin für zehn Jahre. Aufgrund der Kürzung der Regionalisierungsmittel bestellte das brandenburgische Infrastrukturministerium den Verkehr auf der Strecke zwischen Joachimsthal und Templin zum 9. Dezember 2006 ab, obwohl die Strecke erst 2004 grundlegend saniert worden war. Der Streckenabschnitt Britz–Templin Stadt wurde Anfang Juli 2011 von DB Netz zur Übernahme durch andere Eisenbahninfrastrukturunternehmen (EIU) ausgeschrieben. Im März 2012 wurden erneut Pläne zur Stilllegung der noch betriebenen Reststrecke durch das Ministerium bekannt, die jedoch nicht umgesetzt wurden. Im Dezember 2014 übernahm die Niederbarnimer Eisenbahn den Personenverkehr als Teil des „Dieselnetzes Ostbrandenburg“.
Anfang Oktober 2016 schrieb DB Netz mit der Begründung, der Betrieb sei nicht kostendeckend, den Abschnitt Joachimsthal–Templin zur Abgabe an andere EIU aus. Die Ausschreibung gewann die Hanseatische Infrastrukturgesellschaft mbH (HIG), ein Tochterunternehmen der Hanseatischen Eisenbahn und der RegioInfra mit Sitz in Putlitz.
Seit Dezember 2018 wird die Regionalbahnlinie in Kooperation mit der Hanseatischen Eisenbahn für zunächst drei Jahre im ganztägigen Zweistundentakt wieder bis Templin verlängert, wofür sich die Stadt eingesetzt hatte. Das Land Brandenburg bezuschusst den Betrieb mit 1,9 Millionen Euro. Damit die Strecke auch über den Probebetrieb von drei Jahren hinaus bedient wird, sind wochentags 300 und an Wochenenden 200 Fahrgäste notwendig. Im Auftrag der Stadt Templin wurde der Bahnsteig des Haltepunkts Templin Stadt ertüchtigt. Dieser ist Endpunkt im Reiseverkehr. Alle Züge fahren wegen der Bahnübergangseinschaltstrecken bis zum Bahnhof Templin, ein Fahrgastwechsel ist dort jedoch nicht möglich. Die Linie wird als Schorfheide-Bahn vermarktet. Aufgrund der Einschränkungen durch COVID-19 brachen die Fahrgastzahlen in den Jahren 2020 und 2021 ein, folglich wurde der Probebetrieb um ein Jahr bis Dezember 2022 verlängert. Zum 11. Dezember 2022 ging die Betriebsführung des Streckenabschnittes Joachimsthal–Templin an die Regio Infra Nord-Ost über.
Zum Ende der Saison 2021 wurde der Draisinenbetrieb zwischen Templin und Fürstenberg dauerhaft eingestellt. Der neue Käufer der Strecke, ein Schrotthändler, beabsichtigt, den Streckenabschnitt im März 2022 vollständig abbauen zu lassen. Der Abbau der Strecke ist von Fürstenberg bis südöstlich von Lychen (Bahnübergang Straße Tangersdorf–Wuppgarten) fortgeschritten (Stand: 2. Januar 2023).
Der Probebetrieb der Linie RB63 zwischen Templin Stadt und Joachimsthal wurde mit Wirkung zum Dezember 2022 beendet, da die geforderten, täglichen Fahrgastzahlen nicht erreicht wurden. Zudem wurden massive Mängel am Oberbau der Strecke festgestellt, weshalb der Streckenabschnitt Joachimsthal – Templin kurz nach Beendigung des Testbetriebes vollständig gesperrt wurde. Durch den damaligen Minister für Infrastruktur und Landesplanung Guido Beermann wurde zugesichert, entsprechende Potenziale zur Wiederinbetriebnahme und Angebotsverbesserung zu ermitteln und zu prüfen. Als Ersatz für die entfallende Verbindung wurde ein mehrmonatiger Ersatzverkehr eingerichtet, der im Sommer 2023 durch den PlusBus-Ring Uckermark/Barnim abgelöst wurde. Jedoch wurde mit Wirkung vom 6. Januar 2023 die Streckensperrung wieder aufgehoben, sodass Fahrzeuge der Streckenklasse A und mit einer Höchstgeschwindigkeit von 10 km/h wieder über die Strecke fahren können.

## Streckenbeschreibung

### Verlauf
Ausgangspunkt der Strecke ist der heute bis auf zwei Gleise abgebaute Bahnhof Britz (km 50,0, die Kilometrierung beginnt im ehemaligen Stettiner Bahnhof in Berlin). Vom ehemaligen Bahnhof ist nichts mehr übrig, Britz ist nur noch ein Haltepunkt. Alle Personenzüge fuhren und fahren von Britz weiter ins rund fünf Kilometer entfernte Eberswalde.
Direkt nach dem beschrankten Bahnübergang im Bahnhofsbereich Britz zweigt die eingleisige Strecke nach Nordwesten von der nach Stettin bzw. Stralsund führenden zweigleisigen Hauptbahn ab. Die Bahn führt bis Templin teilweise am Rand der Schorfheide vorbei. Die A 11 wird zwischen den Haltepunkten Golzow und Alt Hüttendorf unterquert. Zwischen Joachimsthal Kaiserbahnhof und Joachimsthal überquert die Bahn die B 198 auf einer kleinen Balkenbrücke. Nach mehreren kleinen Haltepunkten und Bahnhöfen wird Milmersdorf erreicht. Über den Bahnübergang im Bahnhofsbereich führt die Landesstraße 100, bis 2005 verlief hier die Bundesstraße 109.
Nach Templin wird auf einer Brücke der Kanal zwischen Röddelinsee und Templiner Stadtsee überquert. Die Bahn führt vor den Heilanstalten Hohenlychen am Platkowsee vorbei, um danach den einzigen größeren Unterwegshalt bis Fürstenberg, den ehemaligen Bahnhof Lychen, zu erreichen. Zwischen den Bahnhöfen Himmelpfort und Ravensbrück zweigte früher ein Anschlussgleis zum KZ Ravensbrück und zur Havelfähre ab.

### Joachimsthal Kaiserbahnhof

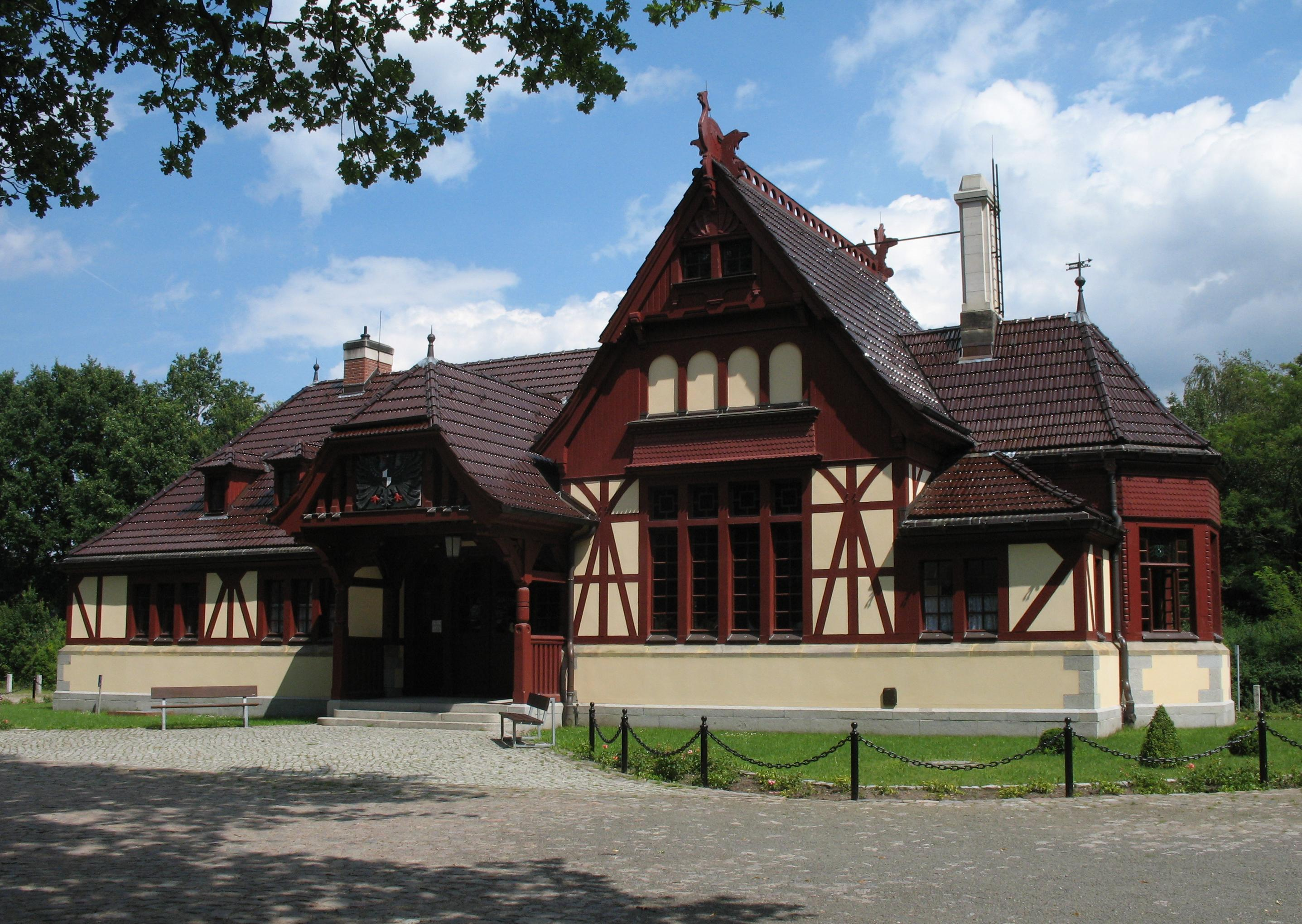
Kaiserpavillon des Kaiserbahnhofs Joachimsthal

Joachimsthal Kaiserbahnhof ist der zweite Bahnhof der Kleinstadt Joachimsthal neben dem eigentlichen Bahnhof Joachimsthal. Der zwischen Werbellinsee und Grimnitzsee gelegene Bahnhof wurde vom letzten deutschen Kaiser Wilhelm II. 1898 eröffnet. Er diente der günstigen Erreichbarkeit des Jagdschlosses Hubertusstock und besteht aus drei Gebäuden, die alle in Fachwerkbauweise errichtet wurden.
Bis in die 1950er Jahre nutzte man den Kaiserbahnhof weiterhin, danach verfiel er. Für den 1981 geplanten DDR-Besuch Helmut Schmidts begann eine äußerliche Sanierung der Gebäude. Weil dieser aber nicht mit der Eisenbahn anreiste, wurden die Arbeiten wieder eingestellt.
Zwischen 2004 und 2007 wurde dann das Areal umfassend saniert und wird seitdem verschiedentlich genutzt, beispielsweise seit 2006 als „Erster Hörspielbahnhof Deutschlands“. 2008 erhielt der Bahnhof die Auszeichnung „Ausgewählter Ort“ von der Initiative Deutschland – Land der Ideen.

### Havelfähre

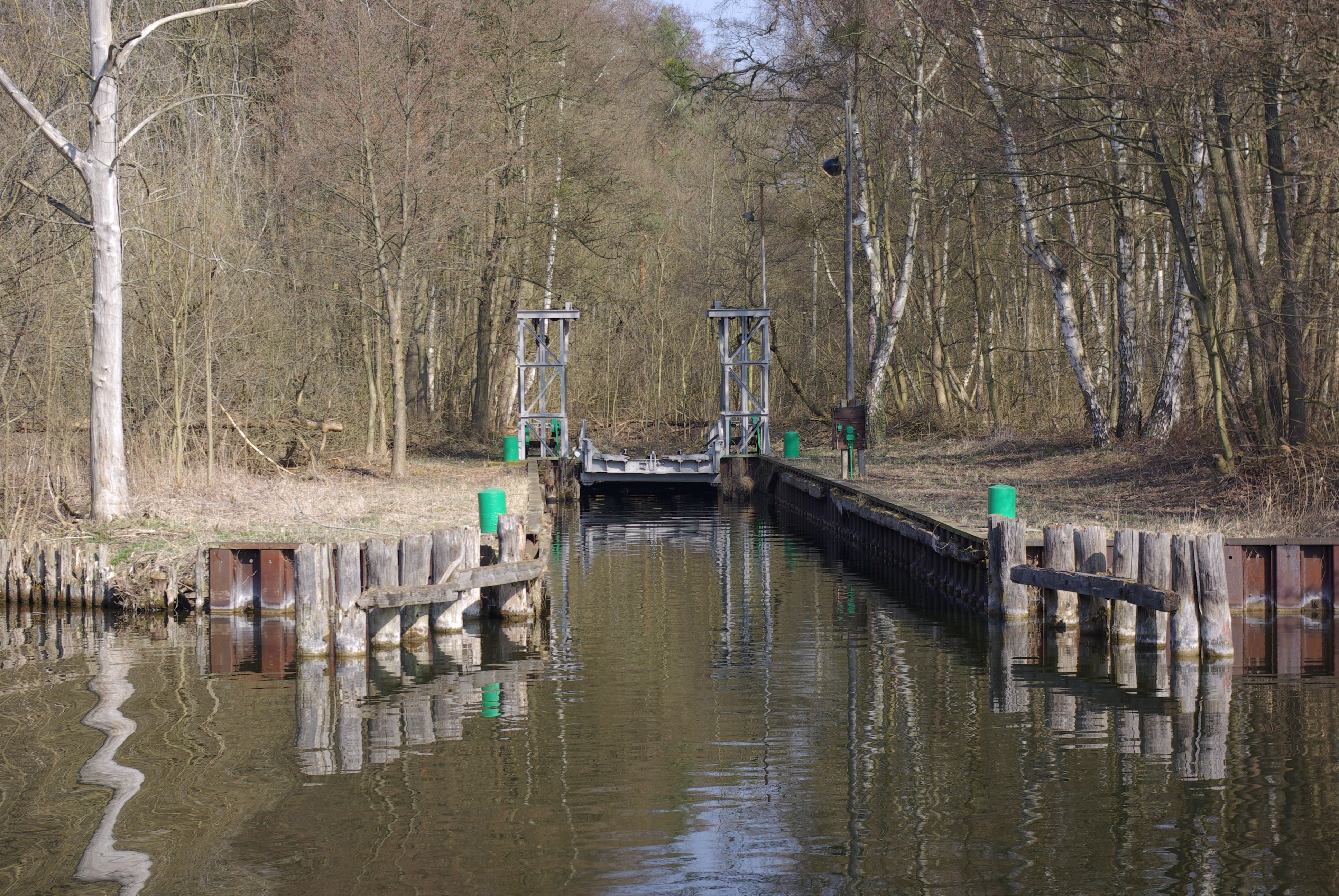
Der nördliche Anleger der Havelfähre

Ein Gleisanschluss in Fürstenberg, die Verlängerung des Anschlussgleises zum KZ Ravensbrück, wurde mit einer Eisenbahnfähre über die Havel bedient. Die Fähre stellte zwischen 1935 und 1990 die Verbindung zu einigen Betrieben auf der anderen Havelseite her. Neben einem Faserstoffwerk, das im Zweiten Weltkrieg auch als Rüstungsbetrieb diente, erhielt nach 1945 auch ein Sägewerk über die Fähre einen Anschluss an die Eisenbahn.

## Fahrzeugeinsatz

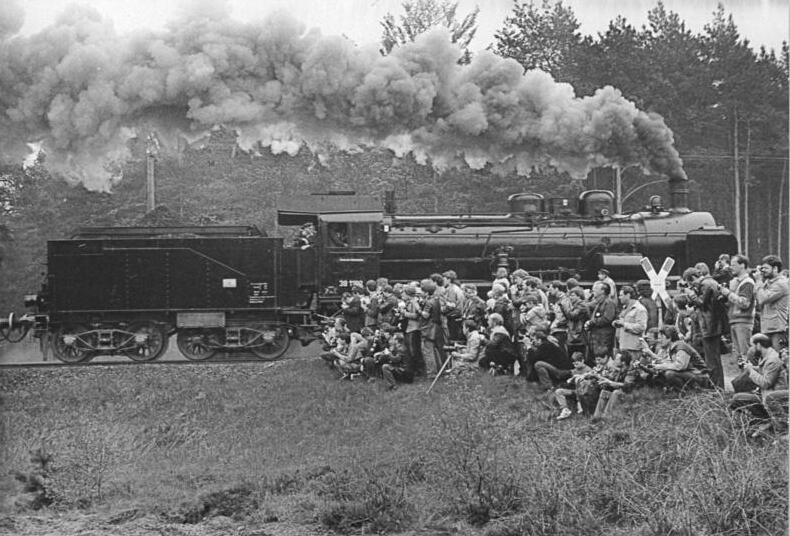
Fotohalt einer P 8 in Tangersdorf (1986)

In den 1990er Jahren kamen im Personenverkehr Triebwagen der Baureihe 771/772 zum Einsatz, später verkehrten Triebwagen der Baureihe 628. Die Ostdeutsche Eisenbahn setzte im Personenverkehr ab 2004 Regio-Shuttles ein, ebenso seit Dezember 2014 die Niederbarnimer Eisenbahn.